# Yorick de Bruijn
Yorick de Bruijn (Almere, 14 luglio 1986) è un tuffatore olandese.

## Biografia
Ha rappresentato i Paesi Bassi ai campionati mondiali di Roma 2009, Shanghai 2011 e Barcellona 2013 ed a diverse edizioni dei campionati europei di nuoto e tuffi.
In carriera ha conseguito numerose vittorie campionati nazionali.
Durante la Coppa del Mondo del 2012, ha guadagnato un posto di quota per i Paesi Bassi per i Giochi olimpici estivi di Londra 2012, tuttavia non ha partecipato alla rassegna olimpica perché non soddisfaceva i criteri fissati dalla federazione.